# Mediengruppe Dr. Haas
Die Haas Mediengruppe, Eigenschreibweise HAAS Mediengruppe, früherer Name Mediengruppe Dr. Haas GmbH, ist eine Medienholding mit Sitz in Mannheim.

## Geschichte
Die heutige Holding entstand aus einer Überkreuz-Beteiligung der Eigentümer der Tageszeitung Mannheimer Morgen und der Eigentümer der Großdruckerei, in der die Zeitung produziert wird. Bis Anfang der 1950er Jahre waren die beiden Lizenzträger Karl Ackermann und Eitel-Friedrich von Schilling die Eigentümer der Zeitung Mannheimer Morgen – sie besaßen jedoch nicht die Großdruckerei. Diese gehörte den in der 1884 gegründeten „Dr. Haas KG“ vereinigten Familien Bode, Bauser und Kolb. Die von Hermann Haas gegründete Dr. H. Haas’sche Buchdruckerei verlegte bereits 1884 die Badische Volkszeitung und damit den Vorläufer des Mannheimer Morgen.
Schon vor 1945 war sie eine der auflagenstärksten Zeitungen Mannheims. Der Name der Zeitung änderte sich in dieser Zeit mehrere Male: Mannheimer Stadt-Anzeiger (September 1884), Badische Volks-Zeitung (1884–1886), General-Anzeiger der Stadt Mannheim und Umgebung (1886–1916), Mannheimer General-Anzeiger (1916–1924), sowie Neue Mannheimer Zeitung (1924–1943).
Die Fusion beider Gruppen bildete die „Mannheimer Morgen Großdruckerei und Verlag GmbH“, die unter das Dach der „Verlag Dr. Haas“ genannten Holding gestellt wurde. 1979 wurde die Holding in eine GmbH umfirmiert, später um weitere Beteiligungen erweitert und in ihre heutige Firmierung umbenannt.

## Gesellschafter
Die Dachgesellschaft der Holding, die Dr. Haas GmbH, steht im Eigentum von rund 15 Gesellschaftern. Größte Einzelgesellschafterin ist mit 38,1 % die Holdinggesellschaft selbst. Es folgen die Somibo GmbH & Co. KG mit 14,5 %, Felix Freiherr von Reiswitz und Kaderzin mit 11,9 % und Honeybee s.r.o mit 10,5 %. Hinter mehreren Anteilseignern stehen verwandte Personen, so dass der Stamm Bode, gefolgt von den Familien von Schilling und von Reiswitz, der größte Anteilseigner ist.
Bis 2016 war die BWK Unternehmensbeteiligungsgesellschaft mit Sitz in Stuttgart größte Einzelgesellschafterin, verkaufte dann aber ihre Anteile an die Holding und die Familiengesellschafter.

## Struktur
Die in der Holding vereinten 19 Unternehmen beschäftigen über 700 Mitarbeiter, davon 135 Redakteure. Der Jahresumsatz der Holding-Unternehmen beträgt zusammen knapp 100 Millionen Euro. Die Mediengruppe ist unter anderem an folgenden Unternehmen ganz oder teilweise beteiligt:

### Zeitungen
- Mannheimer Morgen, Südhessen Morgen, Bergsträßer Anzeiger und Schwetzinger Zeitung
- Fränkische Nachrichten mit Tauber-Zeitung[6]

### Hörfunk
- Radio Regenbogen
- Big FM
- Radio Ton
- Radio Antenne 1

### Redaktions- und Verlagsdienstleister
- Mannheimer Verlagsanstalt GmbH – sie produziert unter anderem die periodischen Beilagen Sonntag Aktuell (seit April 2016 eingestellt) und Der Sonntag
- HAAS Publishing GmbH – früher Impuls GmbH – ist eine Agentur und Redaktionsdienstleister für Beilagen- und Sonderthemen sowie der Zeitschriften ubi bene und econo
- pdk Pressedienst Kurpfalz GmbH

### Vermarkter
- HAAS Media GmbH

### Agenturen
- AZP Agentur für Zeitung- und Prospektzustellung GmbH (ehemals: afd Direktwerbung)

### Brief-Zustelldienst
- Morgenpost Briefservice GmbH

## Abgewickelte Unternehmen
Die 1958 in Mannheim-Neckarau gegründete VOD – Vereinigte Offsetdruckereien, unterstützt von der SPD-Verlagsorganisation Konzentration GmbH, gehörte zur Mediengruppe Dr. Haas, sie wurde 1986 mit der Mediengruppe verschmolzen und geschlossen. In dem Gebäude in der Heidelberg-Eppelheimer Handelsstraße 13 ist heute das Schulungszentrum der Heidelberger Druckmaschinen AG.
Geschlossen wurde auch die 1946 gegründete Südwestdeutsche Verlagsanstalt, die im Gebäude des Mannheimer Morgen im Quadrat R1 untergebracht war. Auch an der SWV war die SPD über die Konzentration GmbH beteiligt. Die Verlagsanstalt – ein Produkt war die regionalen Tageszeitungen beigelegte Monatszeitschrift Mannheim Illustriert – wurde 1999 mit der Haas-Holding verschmolzen.